# Bahnhof Dornum
Der Bahnhof Dornum ist ein Bahnhof der Ostfriesischen Küstenbahn in der Gemeinde Dornum im Landkreis Aurich in Niedersachsen.

## Geschichte
Der Bahnhof wurde zeitgleich mit dem westlichen Teil der Ostfriesischen Küstenbahn am 15. Juli 1883 eröffnet. Er wurde seither im Schienenpersonennahverkehr sowie im Güterverkehr bedient.
Im Jahr 1983 wurde der Personenverkehr auf dem Abschnitt der Bahnstrecke zwischen Norden und Dornum eingestellt. Der Bahnhof verlor an Bedeutung für den alltäglichen Verkehr. 1987 wurde der Verein „Museumseisenbahn Küstenbahn Ostfriesland e. V. (MKO)“ gegründet. Der Verein bewahrt die Erinnerung an die Hochzeit der Eisenbahn in der Region und betreibt einen Sonderzugverkehr auf der 17 Kilometer langen Strecke zwischen Norden und Dornum.
Das historische Bahnhofsgebäude steht unter Denkmalschutz; ebenso sind Gleise, Bahnsteige und übrige Eisenbahninfrastruktur aufgrund der Sonderfahrten erhalten geblieben.

## Lage
Der Bahnhof liegt im Siedlungsgebiet am Galgenhügel der ostfriesischen Gemeinde Dornum.
Er ist der einzige Bahnhof in einer Kleinstadt entlang der Küste zwischen Norden und Wilhelmshaven, der nicht im regulären SPNV bedient wird.
Der Bahnhof Dornum befindet sich am Übergangspunkt des westlichen Abschnitts der Küstenbahn zum Bahntrassenradweg auf dem stillgelegten und abgebauten Abschnitt der Küstenbahn nach Esens.

## Betrieb
Heute wird er als Bahnhof der Museumseisenbahn Küstenbahn Ostfriesland (MKO) genutzt, als Endbahnhof der Route von Norden kommend.

## Bedienung
| Betreiber | Zuglauf                                                  |
| --------- | -------------------------------------------------------- |
| MKO e. V. | Norden – Schloss Lütetsburg – Hage – Westerende – Dornum |

Die Museumseisenbahn „Küstenbahn Ostfriesland e.V.“ betreibt einen regelmäßigen Sonderzugverkehr mit eigenem Tarif, der mit historischen Dieselzügen durchgeführt wird. Es fahren zumeist drei Zugpaare pro Tag und Richtung an Samstagen, Sonntagen sowie gesetzlichen Feiertagen in Niedersachsen.